# European Voice
European Voice war eine englischsprachige Wochenzeitung, die anfangs mittwochs, später donnerstags erschien. Sie gehörte zum Verlag The Economist Group. Die Auflage betrug 20.000 Exemplare. Zielgruppe waren Entscheidungsträger aus Politik, Wirtschaft und Gesellschaft, die die europäische Politik verfolgen und beeinflussen.
2013 wurde European Voice von der französischen Holding Selectcom Finance übernommen und ging im Dezember 2014 an ein Gemeinschaftsunternehmen des US-Politik-Magazins Politico und der deutschen Axel Springer SE. Mit der 901. Ausgabe vom 9. April 2015 wurde sie eingestellt. Am 23. April 2015 startete die neue Wochenzeitung Politico.

## Profil
Schwerpunkt von European Voice war die europäische Politik. In jeder Ausgabe fanden sich ein Leitartikel, Nachrichten, Kommentare, Analysen und ein Porträt eines Politikers oder einer anderen Persönlichkeit, die für die EU-Politik wichtig war. Außerdem bot European Voice Raum für Stellungnahmen und Leserbriefe. Das Ressort „Careers“ widmete sich den Themen Ausbildung und Beruf. Den redaktionellen Seiten folgte ein Stellenmarkt. Schließlich enthielt die Zeitung noch die Kolumne „Entre nous“ mit einem humorvollen Insiderblick auf die Ereignisse der Woche in den EU-Organen. In regelmäßigen Abständen wurden die wöchentlichen Ausgaben durch Sonderseiten ergänzt, die sich einem aktuellen EU-relevanten Thema widmeten.

## Veranstaltungen
European Voice veranstaltete für Entscheidungsträger aus der EU-Politik Konferenzen, Seminare und Debatten. Eine der bekanntesten Veranstaltungen war EVawards, bei der Persönlichkeiten geehrt wurden, die die Europapolitik des jeweiligen Jahres maßgeblich beeinflusst haben. Seit 2005 bestand eine Kooperation mit dem Nachrichtensender Euronews.